# Jennie Linnell
Jennie Linnéll (født 7. december 1988 i Tyresö) er en svensk håndboldspiller, der spiller som playmaker. Hendes elitekarrier begyndte i KIF Vejen 2007-2010. Hun forlod Denmark og spillede siden for den svenske klub HK H 65 Höör fra 2010 til 2015. Hun kom til klubben HC Odense i 2015. Hun spillede et år i Odense og spiller for Skuru IK i Nacka, Sverige. 